# Rubínové sklo

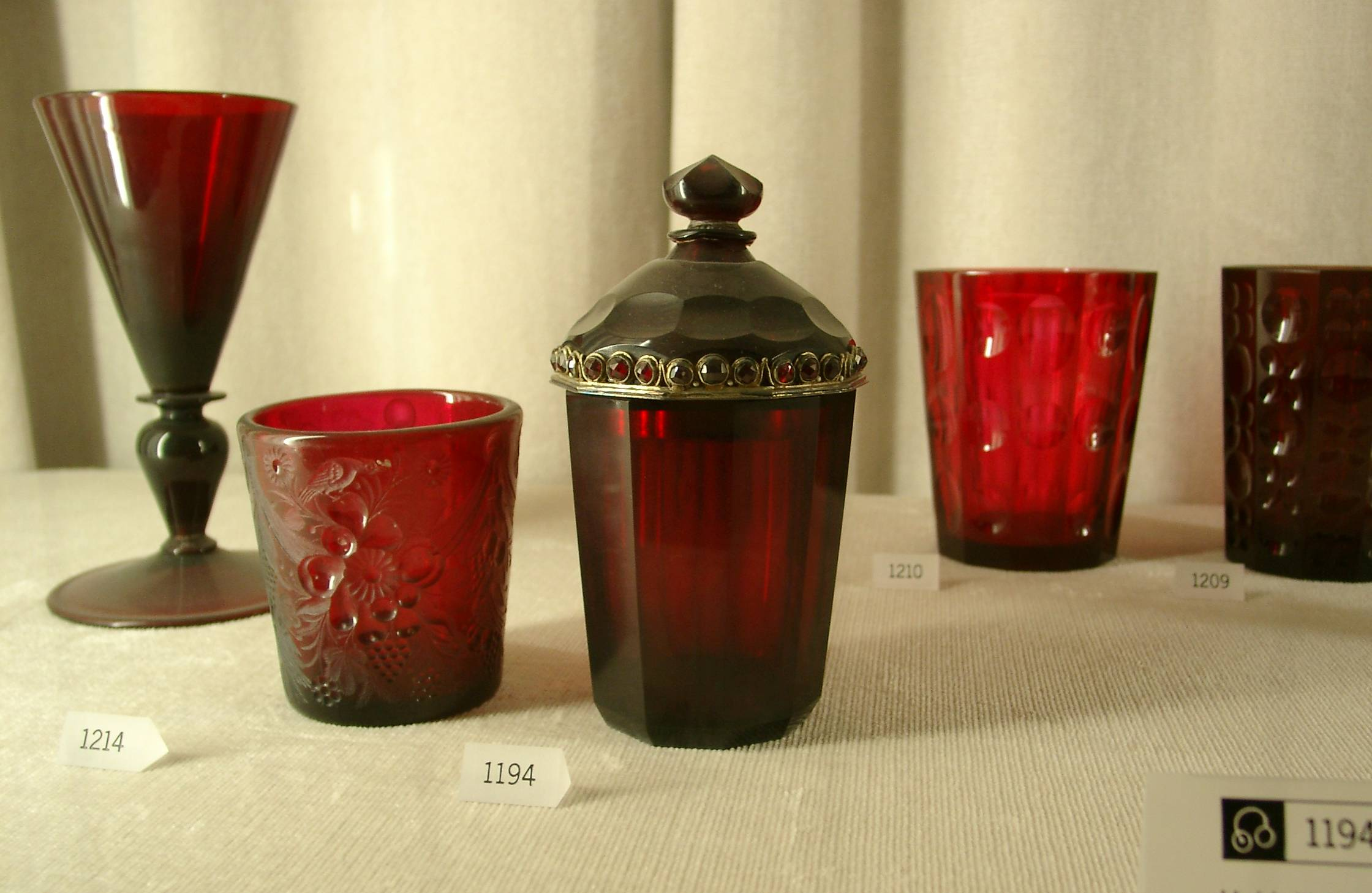
Pohár zlatého rubínového skla s víkem je tradičně přisuzován Johannesi Kunckelovi

Rubínové sklo je sklo zabarvené pomocí chemických přísad do sytě červené až rudé barvy. Využívá se především při výrobě dekorativních skleněných předmětů např.: ozdobných váz, přípitkových sad číší, apod., které jsou často je zdobeny zlatem a smaltem, případně brusem.
Zlaté rubínové sklo je souhrnný název pro světle růžové až tmavě červené sklo, které je zbarveno koloidním zlatem rozpuštěným v roztaveném skle. Barevně účinným pigmentem je Cassiův purpur.